# Районы Казахстана

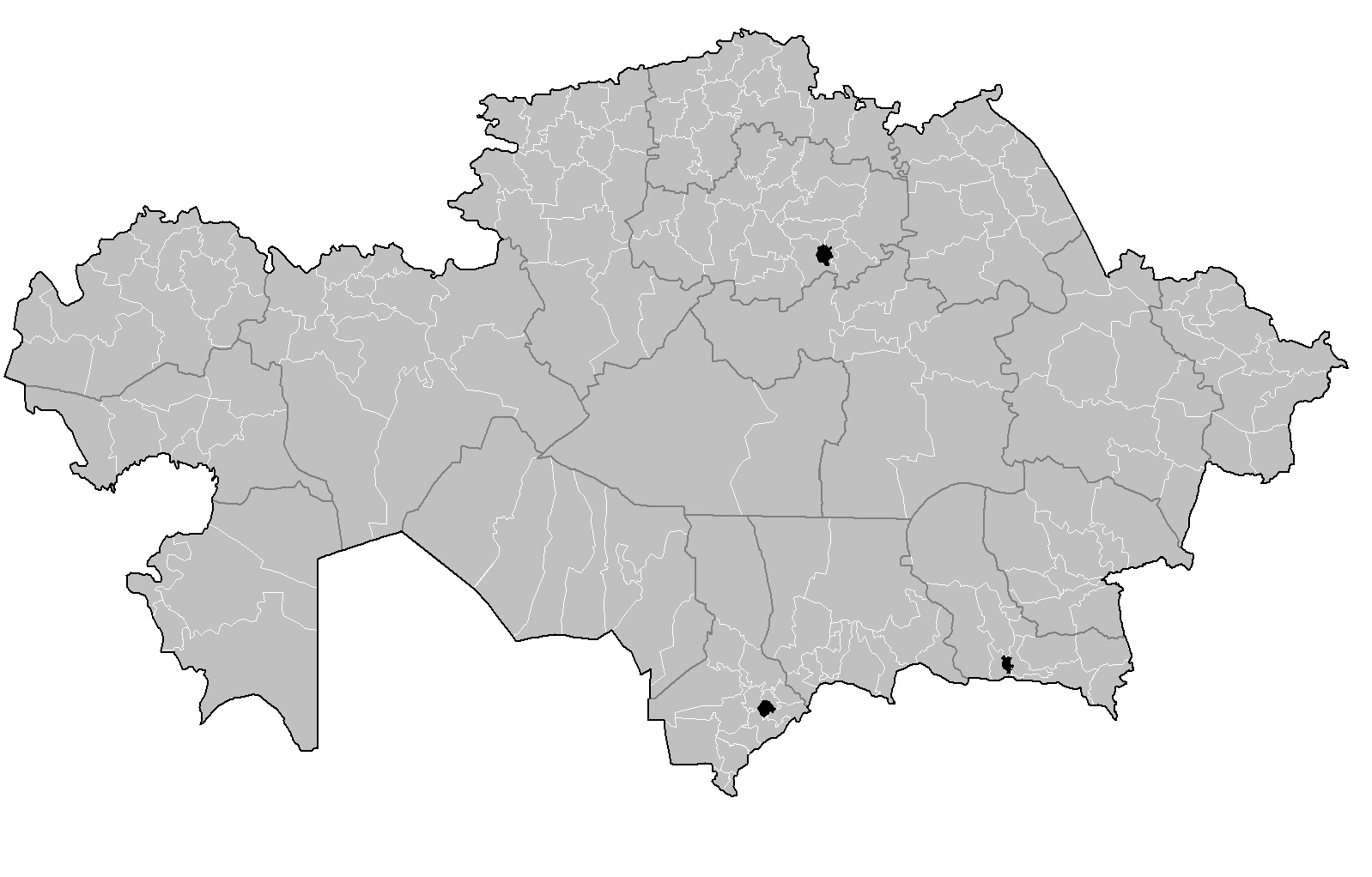
Районы Казахстана

В Казахстане 170 сельских районов и 23 городских районов. Районы подразделяются на городские и сельские.
Район состоит из городов районного значения, сел, поселков, сельских округов с общей численностью населения не более 300 тысяч человек. Районом в городе является район в городе областного значения, городе республиканского значения, столице. Район в городе областного значения, городе республиканского значения, столице создается при численности населения в них свыше 400 тысяч человек. Численность населения района в городе должна составлять не менее 200 тысяч человек.
Явление деления сельской местности на районы в Казахстане возникло ещё при Советском Союзе. По функциям сельский район аналогичен сельсовету. Совокупность сельских районов образует область. В состав сельского района в Казахстане также включаются административные единицы меньшего порядка — сельские округа.
Самый большой по площади район — Улытауский район Улытауской области (122,9 тыс. км²). Самый маленький по площади район — Сайрамский район Туркестанской области (1,15 тыс. км²).
Самый населённый район — Карасайский район Алматинской области — 323 151 чел. (2023). Самый малонаселённый район — Егиндыкольский район Акмолинской области (6325 человек (2015)).
На момент начало 2023 года имеются 3 Абайских районов, 2 Актогайских районов, 3 Есильских районов, 3 Жамбылских, 2 Нуринский, 2 Алматинских районов.
По перериси 2021 года средняя численность населения сельских районов — 50 тыс. человек. Средняя численность населения городских районов — 271 тыс. человек. 

## Абайская область
10 сельских районов:
1. Абайский район — село Карааул
2. Аксуатский район — село Аксуат
3. Аягозский район — город Аягоз
4. Бескарагайский район — село Бескарагай
5. Бородулихинский район — село Бородулиха
6. Жанасемейский район – город Семей (не входит в состав района)
7. Жарминский район — село Калбатау
8. Кокпектинский район — село Кокпекты
9. Маканчинский район – село Маканчи
10. Урджарский район — село Урджар

## Акмолинская область
17 сельских районов:
1. Аккольский район — город Акколь
2. Аршалынский район — посёлок Аршалы
3. Астраханский район — село Астраханка
4. Атбасарский район — город Атбасар
5. Район Биржан сал — город Степняк
6. Буландынский район — город Макинск
7. Бурабайский район — город Щучинск
8. Егиндыкольский район — село Егиндыколь
9. Ерейментауский район — город Ерейментау
10. Есильский район — город Есиль
11. Жаксынский район — село Жаксы
12. Жаркаинский район — город Державинск
13. Зерендинский район — село Зеренда
14. Коргалжынский район — село Коргалжын
15. Сандыктауский район — село Балкашино
16. Целиноградский район — село Акмол
17. Шортандинский район — посёлок Шортанды

## Актюбинская область
12 сельских районов:
1. Айтекебийский район — село Темирбека Жургенова
2. Алгинский район — город Алга
3. Байганинский район — село Карауылкельды
4. Иргизский район — село Иргиз
5. Каргалинский район — село Бадамша
6. Мартукский район — село Мартук
7. Мугалжарский район — город Кандыагаш
8. Темирский район — посёлок Шубаркудук
9. Уилский район — село Уил
10. Хобдинский район — село Кобда
11. Хромтауский район — город Хромтау
12. Шалкарский район — город Шалкар

## Алматинская область
9 сельских районов:
1. Балхашский район — село Баканас
2. Енбекшиказахский район — город Есик
3. Жамбылский район — село Узынагаш
4. Илийский район — село Отеген-Батыр
5. Карасайский район — город Каскелен
6. Кегенский район — село Кеген
7. Райымбекский район — село Нарынкол
8. Талгарский район — город Талгар
9. Уйгурский район — село Чунджа

## Атырауская область
7 сельских районов:
1. Жылыойский район — город Кульсары
2. Индерский район — посёлок Индерборский
3. Исатайский район — село Аккистау
4. Кзылкогинский район — село Миялы
5. Курмангазинский район — село Курмангазы
6. Макатский район — посёлок Макат
7. Махамбетский район — село Махамбет

## Восточно-Казахстанская область
11 сельских районов:
1. Алтайский район — город Алтай
2. Глубоковский район — село Глубокое
3. Зайсанский район — город Зайсан
4. Катон-Карагайский район — село Катон-Карагай
5. Курчумский район — село Курчум
6. Маркакольский район — село Маркаколь
7. Самарский район — село Самарское
8. Тарбагатайский район — село Акжар
9. Уланский район — посёлок имени Касыма Кайсенова
10. Улькен Нарынский район — село Улькен Нарын
11. Шемонаихинский район — город Шемонаиха

## Жамбылская область
10 сельских районов:
1. Байзакский район — село Сарыкемер
2. Жамбылский район — село Аса
3. Жуалынский район — село Бауыржан Момышулы
4. Кордайский район — село Кордай
5. Меркенский район — село Мерке
6. Мойынкумский район — село Мойынкум
7. Район имени Т. Рыскулова — село Кулан
8. Сарысуский район — город Жанатас
9. Таласский район — город Каратау
10. Шуский район — село Толе би

## Жетысуская область
8 сельских районов:
1. Аксуский район — село Жансугуров
2. Алакольский район — город Ушарал
3. Ескельдинский район — село Карабулак
4. Каратальский район — город Уштобе
5. Кербулакский район — село Сарыозек
6. Коксуский район — село Балпык-Би
7. Панфиловский район — город Жаркент
8. Саркандский район — город Сарканд

## Западно-Казахстанская область
12 сельских районов:
1. Акжаикский район — село Чапаев
2. Байтерекский район — село Перемётное
3. Бокейординский район — село Сайхин
4. Бурлинский район — город Аксай
5. Жангалинский район — село Жангала
6. Жанибекский район — село Жанибек
7. Казталовский район — село Казталовка
8. Каратобинский район — село Каратобе
9. Сырымский район — село Жымпиты
10. Таскалинский район — село Таскала
11. Теректинский район — село Теректы
12. Чингирлауский район — село Шынгырлау

## Карагандинская область
7 сельских районов:
1. Абайский район — город Абай
2. Актогайский район — село Актогай
3. Бухар-Жырауский район — посёлок Ботакара
4. Каркаралинский район — город Каркаралинск
5. Нуринский район — посёлок Нура
6. Осакаровский район — село Осакаровка
7. Шетский район — село Аксу-Аюлы

## Костанайская область
16 сельских районов:
1. Алтынсаринский район — село Убаганское
2. Амангельдинский район — село Амангельды
3. Аулиекольский район — село Аулиеколь
4. район Беимбета Майлина — село Айет
5. Денисовский район — село Денисовка
6. Джангельдинский район — село Тургай
7. Житикаринский район — город Житикара
8. Камыстинский район — село Камысты
9. Карабалыкский район — посёлок Карабалык
10. Карасуский район — село Карасу
11. Костанайский район — город Тобыл
12. Мендыкаринский район — село Боровской
13. Наурзумский район — село Караменды
14. Сарыкольский район — посёлок Сарыколь
15. Узункольский район — село Узунколь
16. Фёдоровский район — село Фёдоровка

## Кызылординская область
7 сельских районов:
1. Аральский район — город Аральск
2. Жалагашский район — посёлок Жалагаш
3. Жанакорганский район — посёлок Жанакорган
4. Казалинский район — посёлок Айтеке-Би
5. Кармакшинский район — посёлок Жосалы
6. Сырдарьинский район — посёлок Теренозек
7. Шиелийский район — посёлок Шиели

## Мангистауская область
5 сельских районов:
1. Бейнеуский район — село Бейнеу
2. Каракиянский район — село Курык
3. Мангистауский район — село Шетпе
4. Мунайлинский район — село Мангистау
5. Тупкараганский район — город Форт-Шевченко

## Павлодарская область
10 сельских районов:
1. Актогайский район — село Актогай
2. Баянаульский район — село Баянаул
3. Железинский район — село Железинка
4. Иртышский район — село Иртышск
5. Теренкольский район — село Теренколь
6. Аккулинский район — село Аккулы
7. Майский район — село Коктобе
8. Павлодарский район — город Павлодар (не входит в состав района)
9. Успенский район — село Успенка
10. Щербактинский район — село Шарбакты

## Северо-Казахстанская область
13 сельских районов:
1. Айыртауский район — село Саумалколь
2. Акжарский район — село Талшик
3. Аккайынский район — село Смирново
4. Есильский район — село Явленка
5. Жамбылский район — село Пресновка
6. Район Магжана Жумабаева — город Булаево
7. Кызылжарский район — село Бесколь
8. Мамлютский район — город Мамлютка
9. Район имени Габита Мусрепова — село Новоишимское
10. Тайыншинский район — город Тайынша
11. Тимирязевский район — село Тимирязево
12. Уалихановский район — село Кишкенеколь
13. Район Шал акына — город Сергеевка

## Туркестанская область
14 сельских районов:
1. Район Байдибека — село Шаян
2. Жетысайский район — город Жетысай
3. Казыгуртский район — село Казыгурт
4. Келесский район — село Абай
5. Мактааральский район — посёлок Мырзакент
6. Ордабасинский район — село Темирлановка
7. Отырарский район — село Шаульдер
8. Сайрамский район — село Аксукент
9. Сарыагашский район — город Сарыагаш
10. Сауранский район — село Шорнак
11. Сузакский район — село Шолаккорган
12. Толебийский район — город Ленгер
13. Тюлькубасский район — село имени Турара Рыскулова
14. Шардаринский район — город Шардара

## Улытауская область
2 сельских района:
1. Жанааркинский район — посёлок Жанаарка
2. Улытауский район — село Улытау

## Городские районы

### Актобе
1. Район Астана
2. Район Алматы

### Алматы
1. Алатауский район
2. Алмалинский район
3. Ауэзовский район
4. Бостандыкский район
5. Жетысуский район
6. Медеуский район
7. Наурызбайский район
8. Турксибский район

### Астана
1. Алматинский район
2. Байконурский район
3. Есильский район
4. Нуринский район
5. Сарайшыкский район
6. Сарыаркинский район

### Караганда
1. Район Алихана Бокейханова
2. Казыбекбийский район

Тараз
1. Аулие-Атинский район
2. Жибек Жолынский район

### Шымкент
1. Абайский район
2. Аль-Фарабийский район
3. Енбекшинский район
4. Каратауский район
5. Туранский район